# Panamerikanische Spiele 1963/Teilnehmer (Uruguay)
| Gelbes Symbol für Goldmedaillen mit stilisierten Olympischen Ringen | Graues Symbol für Silbermedaillen mit stilisierten Olympischen Ringen | Braundes Symbol für Bronzemedaillen mit stilisierten Olympischen Ringen |
| ------------------------------------------------------------------- | --------------------------------------------------------------------- | ----------------------------------------------------------------------- |
| 4                                                                   | 1                                                                     | 7                                                                       |

Uruguay nahm an den IV. Panamerikanischen Spielen 1963 in São Paulo, Brasilien, mit einer Delegation von 100 Sportlern teil.
Die uruguayischen Sportler gewannen im Verlauf der Spiele insgesamt zwölf Medaillen, davon vier goldene, eine silberne und sieben bronzene.

## Teilnehmer nach Sportarten

### Basketball
- Carlos A. Blixen
- Edison Ciavattone
- Ramiro ¡ De León
- Atilio B. Caneiro
- Julio C. Gómez
- Walter Márquez
- Albaro E. Roca
- Carlos A. Turcatti
- Sergio Pisano
- Washington Poyet
- Milton A. Sacron
- José P. Martelo

- Das uruguayische Team belegte den vierten Platz.

### Boxen
- Floreal G. García (auch als Florbel G. García geführt)
Fliegengewicht bis 51 kg: 1. Platz (Gold)
- Washington Rodríguez
Bantamgewicht: -
- Raúl N. Aguilar
Schwergewicht über 81 kg: 3. Platz (Bronze)
- Washington J. Trapani
Leichtgewicht: -
- Roberto Aguiar
Federgewicht: -
- Carlos Franco
Mittleres Leichtgewicht: -
- Pedro Corrizo (Trainer)
- Antonio Diaz (Delegado/Stellvertreter)

### Fechten
- Alberto Varela
- Juan A. Paladino
- José L. Badano
- Jorge Napoli
- Teodoro E. Goliardi
- José A. Goliardi
- Carlos M. Elola

### Fußball
- Santiago R. Techera
- Alimides Barindelli
- Juan C. Alvarez
- Luis E. Grases
- Gilberto Machado
- Juan C. Gómez
- Luis A. Varela
- Roberto Arigón
- Hugo D. Cabral
- Gisleno J. Medina
- Carlos A. Casteli
- Gil Rivero
- Julio C. Curbelo
- Humberto Hernández
- Wilman González
- Héctor L. Pérez
- Pedro S. Hernández
- Francisco Bertocchi
- Enrique Barboza

- Das uruguayische Team belegte den vierten Platz.[1]

### Judo
- Rómulo Etcheverri
Halbschwergewicht: 3. Platz (Bronze)
- Joaquín M. Andrade
Offene Klasse: 3. Platz (Bronze)
- Heraldo Viazzi
Schwergewicht: 3. Platz (Bronze)

### Leichtathletik
- Víctor H. Gadea
- Hugo A. Domínguez
- Albertino Etchechury
- Ana María Udini

### Radsport
- Roberto F. Chemello
- Alberto Domínguez
- Alberto Ferrazán
- Óscar Almada
- Luis Pedro Serra
- Rubén Etchebarne
- Alberto C. Velázquez
- René A. Pezzatti
- Juan J. Timón
- Vid Cencic
- Wilde H. Baridón
- Tomás C. Correa

### Reiten
- Rafael Paullier
- Marcos Sasson
- Néstor C. Nielsen
- Hugo W. Abella

### Rudern
- Mariano Caulín
- Gustavo Pérez
- Paulo Carvalho
- Ventura Rebori
- Antonio Salvagno
- Luis Mayer
- Juan C. Mayer
- Efraín Alvarez
- Dick Alvarez
- Norberto Delgado
- Galileo Percovich
- Adolfo J. Escobar
- Nelson Cerena
- Nansen A. Pagani
- José E. Santos

### Schießen
- Mardiros Chakijian
- Washington A. Nadal
- Walter Correa
- Horacio Gutiérrez
- Walter Vera
- Arturo Porro

### Schwimmen
- Ana María Norbis
- Carlos O. Fraga
- Boabdil. A. Balleto
- Juan C. Pico
- José L. Blanco
- César Noya

### Tennis
- Manuel A. Roel
- Fernando J. Riet
- Elsa T. Bassotti
- Ana M. Ferrés

### Turnen
- Hugo Prigue
- José Barbieri